# Жвания, Важа Бердиевич
Важа Бердиевич Жвания (груз. ვაჟა ჟვანია; 5 ноября 1960, Тбилиси, Грузинская ССР) — советский футболист, нападающий. Мастер спорта международного класса (1981).

## Биография
Воспитанник тбилисской ДЮСШ «Аваза», тренер Михаил Месхи. В первенстве СССР играл за «Динамо» Тбилиси (1978—1984, 1987), «Динамо» Батуми (1985, 1988—1989), «Металлург» Рустави (1986), «Шевардени» (1987—1988). В первенстве Грузии — за «Шевардени-1906» (1990), «Университет» Тбилиси (1990), «Динамо» Тбилиси (1991—1992).
Бронзовый призёр чемпионата СССР 1981 года. В победном для «Динамо» Кубке обладателей кубков 1980/81 сыграл два матча.
Участник молодёжного чемпионата Европы 1982.
В 1995 году был главным тренером «Динамо» Тбилиси. Позже возглавил Союз ветеранов и фонд защиты футболистов Грузии.